# Mariensztat

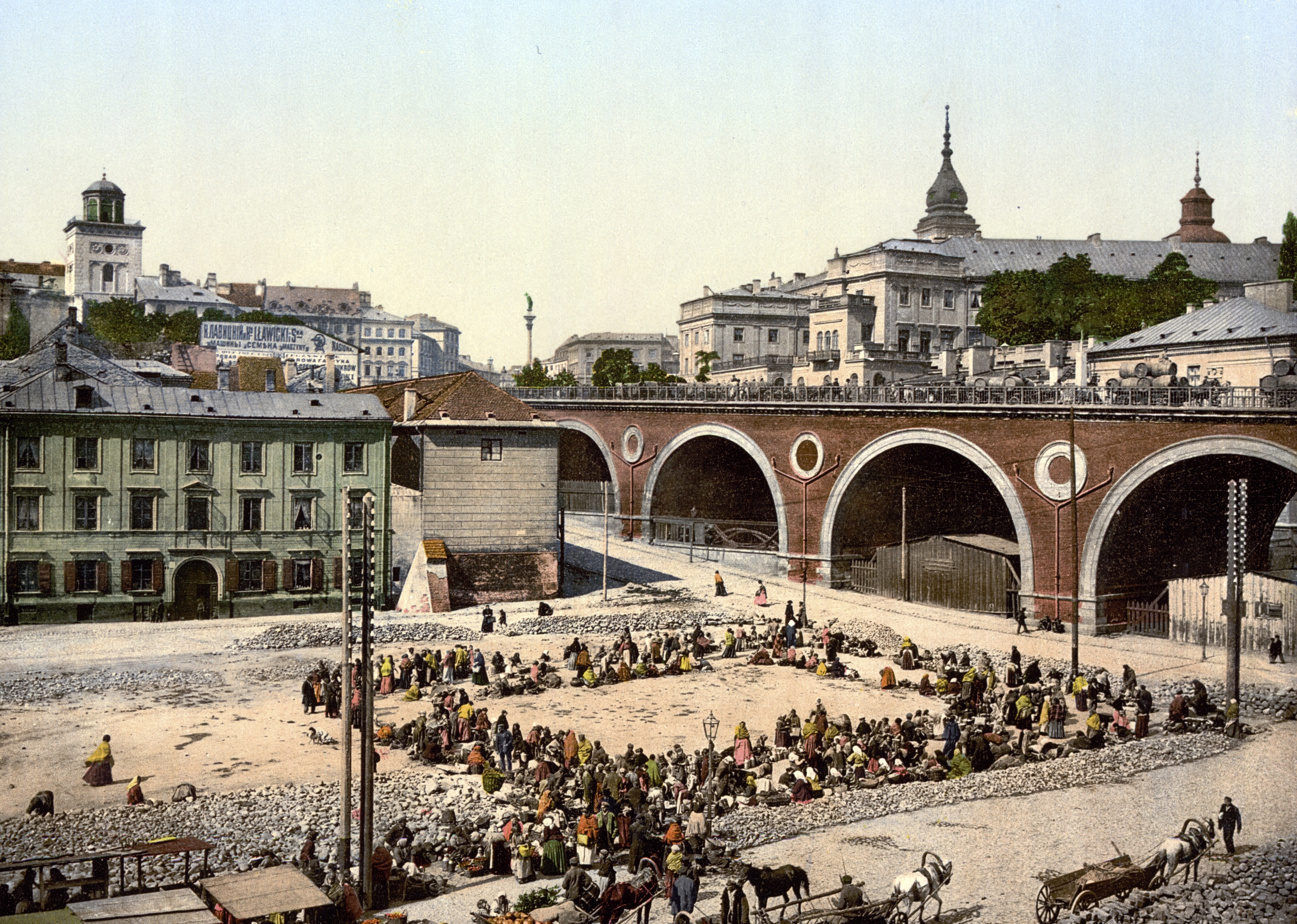
Mariensztat Marktplatz um 1900
Rechts der Pancer-Viadukt, im Hintergrund das Königsschloss

Mariensztat (deutsch Marienstadt) ist eine Warschauer Wohnsiedlung, errichtet 1948–1949 im zentralen Stadtteil Powiśle im Rahmen des Bauvorhabens Trasa W-Z (Ost-West-Trasse).

## Geschichte

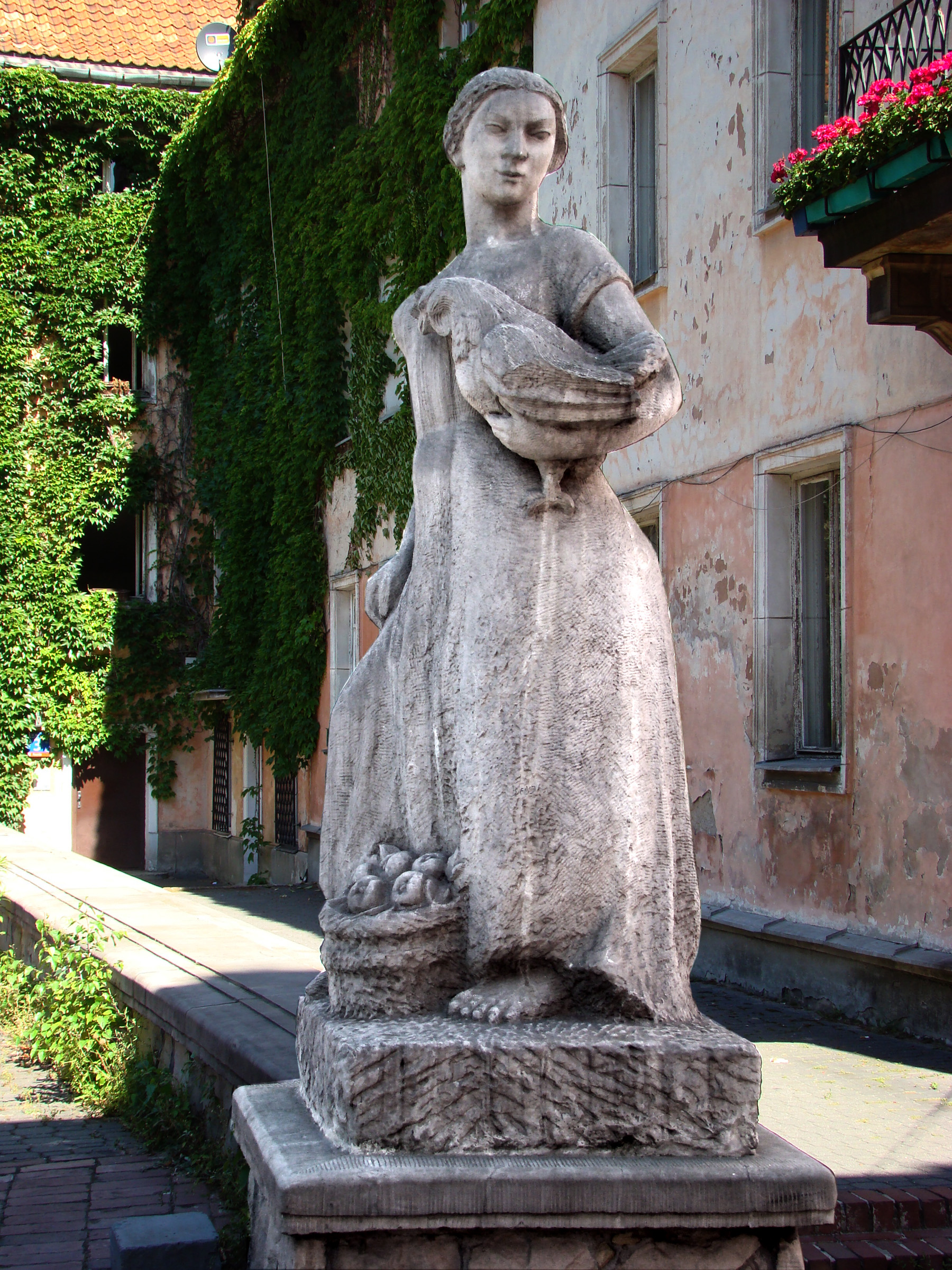
Die Krämerin von Mariensztat
Skulptur von Barbara Zbrożyna 1949

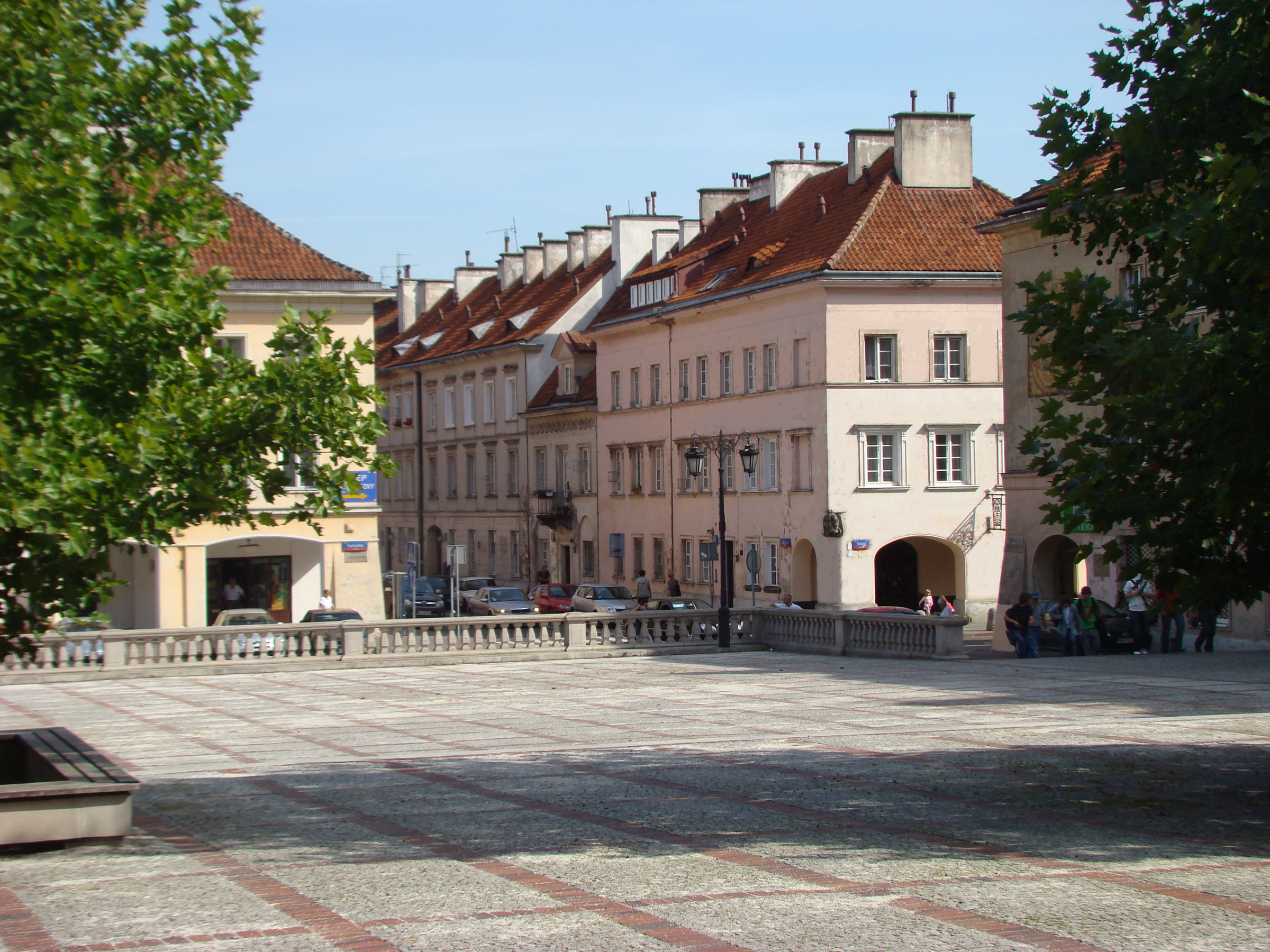
Der Mariensztater Marktplatz

Der Name „Mariensztat“ klang ursprünglich wie „Marienstadt“. Im 17. und 18. Jahrhundert erhielten Stadtteile von Warschau italienisch, französisch oder auch deutsch klingende Namen. Den Namen „Marienstadt“ gab dem Wohnviertel Graf Potocki zu Ehren seiner Gemahlin Maria.
Vor dem Zweiten Weltkrieg gab es eine Verbindung des Schloßplatzes (Plac Zamkowy) mit dem Stadtteil Praga auf dem rechten Weichselufer durch die alte, schmale Most Kierbedzia und den steil herabfallenden Pancer-Viadukt. Beides wurde 1944 in die Luft gesprengt. Die Warschauer Stadtplaner zeigten Einbildungskraft und statt den Vorkriegszustand wiederherzustellen, entwarfen sie mitten im Ruinenmeer einen Straßentunnel unter dem Schloßplatz, der den Verkehr vorbei an der Altstadt umleiten sollte. Der Pancer-Viadukt wurde abgebrochen, auf den Pfeilern der 1859 errichteten Brücke eine neue, breitere Brücke errichtet. Am 22. Juli 1949 wurde die Ost-West-Trasse eröffnet. Neben der Trasse wurde eine kleine Siedlung mit dem historischen Namen „Mariensztat“ errichtet. Sie befand sich zwischen dem Weichselufer und der höher gelegenen Krakauer Vorstadt, zwischen der neuen Trasse und der Bednarska-Straße. Es sollte ein Vorzeigeprojekt der neuen, sozialistischen Wohnkultur werden. Die von den Architekten Zygmunt Stępiński und Józef Sigalin entworfenen Häuser mit meist zwei Obergeschossen und steilen keramischen Dächern fanden bei den Warschauern eine allgemeine Akzeptanz.
Aus dem Erfolg der Mariensztat-Siedlung wurden keine Schlüsse gezogen. Die nächsten Warschauer Siedlungen wurden mit einfachsten Mitteln gebaut.